# あの娘の名前はなんてんかな
「あの娘の名前はなんてんかな」（あのこのなまえはなんてんかな ）は坂本九の楽曲。

## 概要
作詞は永六輔、作曲は中村八大、プロデューサーは草野浩二。
当初、本曲は「上を向いて歩こう」のB面として1961年10月15日にリリースされたが、4年半後の1965年4月15日に再発された際にはディスクジャケットが一新されている。

## リリース履歴
| 規格         | 発売日         | 規格品番  | 備考       |
| ------------ | -------------- | --------- | ---------- |
| EP(シングル) | 1961年10月15日 | JP-5083   |            |
| EP(シングル) | 1963年7月1日   | JP-5083   | 再プレス盤 |
| EP(シングル) | 1965年4月15日  | TR-1150   | 再発売     |
| CD(8cm)      | 1994年9月7日   | TODT-3309 |            |